# Château de Monzón
Le château de Monzón est une ancienne forteresse templière du royaume d'Aragon, située sur l'actuelle commune de Monzón (Huesca, Aragon) en Espagne.

## Histoire
Bâti durant le Xe siècle par la dynastie des Houdides il sera pris en 1089 par Sancho Ramirez.
À sa mort en 1134, Alphonse Ier, roi d'Aragon, sans héritier, donne la totalité de son royaume aux ordres militaires du Saint-Sépulcre, de l'Hôpital et du Temple. Cet acte contesté ne fut jamais mis en œuvre. Après neuf années de négociation avec la papauté et la noblesse aragonaise, un accord fut conclu en 1143. L'ordre du Temple reçoit alors plusieurs forteresses avec avantages fiscaux et fonciers, dont le château de Monzón.
En mars 1150, une bulle du pape Eugène III confirme ces dons. Monzon devient le siège de l'ordre en Aragon et le centre d'un territoire de vingt-neuf villages chrétiens dotés d'églises. 
Les Templiers de Monzón pratiquaient l'élevage. L'Ordre possédait d'importants troupeaux totalisant environ mille bêtes. 
En 1303, le roi d'Aragon confie la garde des joyaux de la couronne aux Templiers de Monzón. 
À la suite de l'arrestation des Templiers en France, en octobre 1307, les Templiers espagnols sont eux aussi poursuivis par les gardes du roi d'Aragon. Les Templiers de Monzón se réfugient dans leur forteresse qu'ils parviennent à garder jusqu'en mai 1309. Ils sont à leur tour arrêtés.

## Conservation
Le château de Monzon, partiellement restauré, est classé comme Monument National.